# Heinrich Bansi
Heinrich Bansi (* März 1754 in Chamues-ch; † 2. Oktober 1835 in Champfèr) war ein Schweizer reformierter Pfarrer.

## Leben
Heinrich Bansi wurde im März 1754 in Chamues-ch im Oberengadin im Kanton Graubünden als Sohn des Pfarrers Lucius Bansi geboren. Am 19. März 1754 wurde er dort getauft. Lucius Bansis Familie stammte aus Ardez. Lucius Bansi unterrichtete seinen Sohn zuerst selbst, 1769 schickte er ihn nach Herrnhut. 
Am 15. Juni 1773 wurde Heinrich Bansi in Malans in die evangelisch-rätische Synode aufgenommen. Er hatte nicht an einer Hochschule studiert, sondern wurde von seinem Vater auf die Prüfung vor der Synode vorbereitet. 
Mit der Aufnahme in die Synode verbunden war das Recht, im Freistaat der Drei Bünde als Pfarrer tätig zu sein. Bansi erhielt vorerst kein eigenes Pfarramt, sondern  unterstützte seinen Vater in dessen Gemeinde Fläsch. Diese Stelle als Helfer hatte er nach offiziellen Angaben bis zum Jahr 1784 inne. Trotzdem verbrachte Bansi vermutlich zu Studienzwecken einige Zeit ausserhalb von Fläsch. Naheliegend ist, dass er kurzzeitig an der reformierten Akademie zu Lausanne studierte, obwohl er dort nicht in der Matrikel erwähnt wird. Um eine Stelle als Pfarrer hatte er sich nicht bemüht.
1784 wurde er Nachfolger seines Vaters in Fläsch. Er war aber nur zwei Jahre als Pfarrer tätig; lieber widmete er sich der Politik. 1786 wurde er seiner politischen Aktivitäten wegen aus der evangelisch-rätischen Synode ausgeschlossen. Zugleich war er als Landwirt tätig. 1798 wurde er Soldat und später Capitaine der französischen Armee.
Im Jahr 1803 zog er nach Silvaplana und danach nach Champfèr, wo er bis zu seinem Tod am 2. Oktober 1835 lebte. Er veröffentlichte Werke zu landwirtschaftlichen Themen und zur Geschichte seiner Heimat. Der grösste Teil seines unveröffentlichten Nachlasses wird im Staatsarchiv Graubünden in Chur aufbewahrt.

## Werke
- Reflexionen über einige landwirtschaftliche Gegenstände in Bündten in: Der Sammler 1 (1779; Seite 201)
- Ueber die Frage: ob es rathsam sey, daß sich die Herren Landgeistlichen bey uns der medicinischen Praxis annehmen in: Der Sammler 2 (1780; Seiten 209 folgende)
- Kirchen-Despotismus in den freien Graubünden, welchen in drei Jahren erfuhr und nun aus Urkunden dargestellt und mit Anmerkungen begleitet (1793)